# Америка (Торино)
Америка (итал. America) је насеље у Италији у округу Торино, региону Пијемонт.
Према процени из 2011. у насељу је живело 12 становника. Насеље се налази на надморској висини од 373 м.